# Rosa paniculigera
Rosa paniculigera är en rosväxtart som först beskrevs av Tomitaro Makino och Gen-Iti Koidzumi, och fick sitt nu gällande namn av Momiyama. Rosa paniculigera ingår i släktet rosor, och familjen rosväxter. Utöver nominatformen finns också underarten R. p. rosiflora.